# 少年が来る
『少年が来る』（しょうねんがくる、소년이 온다）とは、ハン・ガンが執筆した2014年の小説である。光州事件を題材にしている。

## 内容
民主化を求める市民や学生を軍が武力弾圧し、多くの犠牲者が出た1980年の光州事件を題材にしている。抗争に巻き込まれた学生や家族、そして活動家が何を思っていたのか、どんな風に命を失っていったのか、生存者はその後をどう生きたのかが描かれた。
なお、光州は著者ハン・ガンの地元である。ハン・ガンは『朝日新聞』の取材に対し「遺族や生存者へインタビューはしませんでした。傷を開きたくはないと思ったからです。読める資料を全部読むようにしました。事件の資料を1カ月かけて読んだ時は圧倒されました」と語っている。

## 背景・評価
光州事件において当時15歳で軍に殺害された少年、文在学を主人公のモデルにしている。出版社「創作と批評社（チャンビ）」が運営するブログ「창문」で2013年11月から2014年1月にかけて連載され、2014年5月19日に出版された。
蜂飼耳は本作について「この小説は割り切れない怒りと悲しみを凝視することをやめない」と評している。また、ソウル市内の小さな独立系書店では、光州事件で市民が最後の抵抗をした5月18日から27日に合わせて、毎晩『少年が来る』の朗読会が行われた。
なお、ハン・ガンは2024年にノーベル文学賞を受賞した。翻訳家、文芸評論家の鴻巣友季子はハン・ガンの作品について「民主化運動の光州事件を題材にした『少年が来る』や、古代ギリシャ語を勉強する女性が主人公の『ギリシャ語の時間』など、どの作品も実験性とストーリーテリングが見事にマッチしていて、韓国文学のなかでも一頭地を抜いている」と評している。

## 翻訳
- 日本語：『少年が来る』クオン、2016年10月31日、井手俊作訳。ISBN 978-4-904855-40-9。
- 英語：Human Acts, Portobello Books, 2016.
- イタリア語：Atti umani, Adelphi, 2017.
- ドイツ語：Menschenwerk, Aufbau Verlag, 2017.